# Albert Montecuccoli-Laderchi
Albert Graf von Montecuccoli-Laderchi (ital.: Alberto Raimondo Zeno Montecuccoli-Laderchi) (* 30. Juni 1802 in Mitterau; † 19. August 1852 in Wien) war ein österreichischer Verwaltungsbeamter und Politiker aus dem Adelsgeschlecht Montecuccoli.

## Leben
Montecuccoli trat 1824 in den österreichischen Staatsdienst ein. Er arbeitete zunächst bei der Landesregierung in Niederösterreich und dann in Oberösterreich. Im Jahr 1831 wurde er Kreishauptmann des Salzburgkreises. Nachdem er 1837 aus diesem Amt ausgeschieden war, ernannte ihn die Stadt Salzburg am 3. Februar 1838 zum Ehrenbürger.
1837 wurde er Hofrat bei der oberösterreichischen Landesregierung in Linz. Im Jahr 1843 wurde er zum Vizepräsidenten des Guberniums der Lombardei in Mailand befördert. 1846 erfolgte die Ernennung zum Landmarschall von Niederösterreich. Anfang 1848 wurde er wegen der wachsenden Unruhen in Italien zum Staatsminister ernannt und sollte den Vizekönig Erzherzog Rainer als Leiter der Zivilverwaltung von Lombardo-Venetien unterstützen. Der Ausbruch der Revolution von 1848/1849 im Kaisertum Österreich verhinderte seine Abreise. Als Landmarschall war er Vorsitzender der Niederösterreichischen Landstände. Diese erweiterten sich unter seinem Vorsitz zum Provisorischen niederösterreichischen ständischen Ausschuss. Montecuccoli war durch seine Rolle als Parlamentspräsident und als Verwaltungschef eine wichtige Verbindung zwischen dem revolutionären Volk und dem Kaiser. Der niederösterreichische ständische Ausschuss wählte ihn in den Ständischen Zentralausschuss, dem er als Vorsitzender angehörte. Dieser erarbeitete die Pillersdorfsche Verfassung.
Nach der Pensionierung des niederösterreichischen Statthalters wurde er neben seiner Funktion als Landmarschall auch als Leiter der niederösterreichischen Regierung unter dem Titel eines Stellvertreters des Statthalters ernannt. Nach der Flucht von Kaiser Ferdinand aus Wien war er der hochrangigste Vertreter des Staates in Wien. Am 26. Mai löste er die Akademische Legion auf, um die Kontrolle des Staates zurückzuerhalten. Diese Anordnung ließ sich jedoch nicht durchsetzen und er musste aus Wien fliehen.
Am 27. Juni wurde Montecuccoli Leiter der Zivilverwaltung in dem von der österreichischen Armee zurückeroberten Gebiet in Italien beauftragt. Nach dem Sieg Radetzkys wurde dieser Generalgouverneur von Lombardo-Venetien und Montecuccoli blieb dort Leiter der Zivilverwaltung. Im Jahr 1850 wurde er Sektionschef im Innenministerium in Wien.
1837 wurde er zum Kämmerer und 1846 zum Geheimrat ernannt.